# MGMT
MGMT (чита се Ем-Џи-Ем-Ти) амерички је рок бенд из Мидлтауна основан 2002. године. Групу чине мултиинструменталисти Ендру Ванвингарден и Бен Голдвасер укључујући бубњара Вила Бермана, басисту Сајмона О’Конора и гитаристу и клавијатуристу Џејмса Ричардсона који са групом свирају на наступима уживо. Група је најпознатија по хиту Kids који им је донео номинацију за Греми награду. Познати су и по песмама Electric Feel и Time to Pretend.

## Дискографија
- Oracular Spectacular (2007)
- Congratulations (2010)
- MGMT (2013)
- Little Dark Age (2018)
- 11•11•11 (2022)
- Loss of Life (2024)